# 1647 год в России
Царствование: 1645—1676 — Алексея Михайловича

## События
- Июнь — союз с Речью Посполитой против Турции; поляки воюют в Турции, русские — в Крымском ханстве[1][2].
- 17 (17) августа — во время сильного пожара в г. Ливны сгорело 5 монастырских и приходских храмов, 328 монастырских дворов и келий[3].
- Октябрь — посольство Речи Посполитой в Москве[4].
- 10 декабря — отмена налога на соль из-за понесённых казной убытков[1].
- 1646—1647 — русское посольство в Нидерланды[5].
- Первый устав русского войска «Учение и хитрость ратного строения пехотных людей»[1].
- 1647—1667 — Хитрово Богдан Матвеевич пожалован в окольничие[6].
- Пожалование Думным дворянином: Аничков Иван Михайлович[7].
- Пожалованы окольничеством: Пожарский Семён Иванович, Хилков Фёдор Андреевич, Хилков Иван Васильевич[7].
- Пожалованы боярством: Салтыков Лаврентий Дмитриевич (ум. 1660), Пронский Пётр Иванович (ум. 1652)[7].
- Местничество: Иван Матвеевич, Логин, Фёдор и Степан Павловичи Огалины против Норов Степан Васильевич[8].

### Города и поселения
- 3 (13) февраля — решение Боярской думы о строительстве города-крепости Оскол (переименована в 1655 году в Новый Оскол)[9].
  - 12 (22) мая — начато строительство Нового Оскола, под руководством французского инженера Д. Николя[9].
- Апрель — начало возведения Татарского вала (Тамбовский вал), земляного вала (Тамбов-Липецк-Воронеж-Белгород) линии защитных укреплений от набегов крымских и ногайских татар[10].
- Хитрово Б.М. руководил строительством засечных черт между реками Барыш и Сура (см. 1648 год)[6].
- Начало возведения каменной ярославской церкви Ильи Пророка[1].
- Казаками под предводительством Ивана Москвитина основан Охотск на Дальнем Востоке[1].
- Основан Инсар, опорный пункт Инсаро-Потижской засечной черты для отражения набега ногайцев, крымских и кубанских татар[11].
- Обновлена, построенная в 1594 году, крепость в г. Уржум, ставшая одним из форпостов освоения Поволжья[12].

## Руководители приказов
| Года      | Приказ             | Ф,И,О главы               | Примечания  |
| --------- | ------------------ | ------------------------- | ----------- |
| 1646-1648 | Большой казны      | Морозов Борис Иванович    |             |
| 1646-1648 | Стрелецкий приказ  | Морозов Борис Иванович    |             |
| 1646-1648 | Иноземский приказ  | Морозов Борис Иванович    |             |
| 1646-1648 | Аптекарский приказ | Морозов Борис Иванович    |             |
| 1646-1648 | Новая четверть     | Морозов Борис Иванович    |             |
| 1630-1661 | Разрядный приказ   | Гавренёв Иван Афанасьевич | Думный дьяк |
| 1646-1647 | Приказных дел      | Шереметев Иван Петрович   | Боярин      |

## Воеводы[16]
Города по алфавиту
| Года        | Город     | Ф,И,О воеводы                        | Примечания        |
| ----------- | --------- | ------------------------------------ | ----------------- |
| 1646-1647   | Алатырь   | Загряжский Григорий Афанасьевич      |                   |
| 1645-1647   | Алексин   | Рожнов Василий Семёнович             |                   |
| С 2 августа | Алексин   | Арсеньев Афанасий Фёдорович          | Тулянин           |
| 1646-1649   | Арзамас   | Травин Леонтий Иванович              | В другом акте Лев |
| 1645-1647   | Арск      | Борисов Иван Алексеевич              |                   |
| 1646-1649   | Астрахань | Куракин Фёдор Семёнович              | Боярин            |
| 1644-1647   | Атемар    | Приимков-Ростовский Василий Наумович |                   |
| 1647-1648   | Атемар    | Хитрово Богдан Матвеевич             |                   |
| 1646-1648   | Берёзов   | Лодыженский Михаил Семёнович         | Стольник          |
| 1646-1647   | Болхов    | Наумов Лаврентий Фёдорович           | (и Елизарьевич)   |
| 1647-1649   | Болхов    | Давыдов Никифор Алексеевич           | Серпьянин         |
| 1642-1647   | Борисово  | Десятого Юрий                        |                   |
| 1647        | Борисово  | Васков Иван                          | Ярославец         |
| 1646-1649   | Боровск   | Безобразов Василий Меркурьевич       |                   |
| 1646-1648   | Брянск    | Звенигородский Алексей Юрьевич       | Стольник          |
| 1645-1647   | Белгород  | Хилков Фёдор Андреевич               | Стольник          |
| 1647-1649   | Белгород  | Бутурлин Тимофей Фёдорович           |                   |
| 1646-1648   | Белёв     | Сытин Константин Сильверстович       |                   |

## Родились
- Боголеп Черноярский (2 мая 1647 — 1 августа 1654) — схимник, святой Русской православной церкви.

## Умерли
- Пожарский, Пётр Дмитриевич (ум. 1647) — князь, рында и стольник.
- Пожарский, Фёдор Дмитриевич (ум. 27 декабря 1632) — князь, рында и стольник.
- Стрешнев, Фёдор Степанович (ум. 1647) — воевода, окольничий и боярин.
- Урусов, Андрей Сатыевич (ок. 1590—1647) — дворянин московский и воевода нижегородский.
- Шереметев, Иван Петрович (ок. 1580 — 8 июля 1647) — деятель эпохи Смуты и царя Михаила Фёдоровича.
- 27 октября (1 ноября) Али — сибирский хан (с 1601), сын хана Кучум, пленён русскими войсками (1608), жил в Русском государстве[17].